# Slapeloosheid (lied)
Slapeloosheid is een lied van het Nederlandse zangduo Suzan & Freek. Het werd op 5 januari 2023 als single uitgebracht. Het nummer behaalde de 7e positie in de Nederlandse Top 40 en de Vlaamse Ultratop 50. In de Nederlandse Single Top 100 piekte het op de 9e plek.
Het nummer werd begin 2023 uitgeroepen tot Alarmschijf bij Qmusic. De single heeft in Nederland de dubbelplatina status.

## Achtergrond
Slapeloosheid is geschreven door Suzan Stortelder, Arno Krabman, Freek Rikkerink, Léon Palmen en Martijn Konijnenburg en geproduceerd door Krabman. Het is een lied uit het genre nederpop. De tekst gaat over "een ontmoeting met iemand, die je zo bijblijft dat je er niet van kunt slapen."
Op de B-kant van de single is een instrumentale versie van het lied te vinden.

## Hitnoteringen

### Nederlandse Top 40
| Hitnotering: 14-01-2023 t/m 13-05-2023 | Hitnotering: 14-01-2023 t/m 13-05-2023 | Hitnotering: 14-01-2023 t/m 13-05-2023 | Hitnotering: 14-01-2023 t/m 13-05-2023 | Hitnotering: 14-01-2023 t/m 13-05-2023 | Hitnotering: 14-01-2023 t/m 13-05-2023 | Hitnotering: 14-01-2023 t/m 13-05-2023 | Hitnotering: 14-01-2023 t/m 13-05-2023 | Hitnotering: 14-01-2023 t/m 13-05-2023 | Hitnotering: 14-01-2023 t/m 13-05-2023 | Hitnotering: 14-01-2023 t/m 13-05-2023 | Hitnotering: 14-01-2023 t/m 13-05-2023 | Hitnotering: 14-01-2023 t/m 13-05-2023 | Hitnotering: 14-01-2023 t/m 13-05-2023 | Hitnotering: 14-01-2023 t/m 13-05-2023 | Hitnotering: 14-01-2023 t/m 13-05-2023 | Hitnotering: 14-01-2023 t/m 13-05-2023 | Hitnotering: 14-01-2023 t/m 13-05-2023 | Hitnotering: 14-01-2023 t/m 13-05-2023 | Hitnotering: 14-01-2023 t/m 13-05-2023 |
| Week:                                  | 1                                      | 2                                      | 3                                      | 4                                      | 5                                      | 6                                      | 7                                      | 8                                      | 9                                      | 10                                     | 11                                     | 12                                     | 13                                     | 14                                     | 15                                     | 16                                     | 17                                     | 18                                     |                                        |
| -------------------------------------- | -------------------------------------- | -------------------------------------- | -------------------------------------- | -------------------------------------- | -------------------------------------- | -------------------------------------- | -------------------------------------- | -------------------------------------- | -------------------------------------- | -------------------------------------- | -------------------------------------- | -------------------------------------- | -------------------------------------- | -------------------------------------- | -------------------------------------- | -------------------------------------- | -------------------------------------- | -------------------------------------- | -------------------------------------- |
| Positie:                               | 21                                     | 13                                     | 9                                      | 7                                      | 9                                      | 9                                      | 10                                     | 10                                     | 10                                     | 8                                      | 10                                     | 9                                      | 8                                      | 11                                     | 19                                     | 23                                     | 28                                     | 34                                     | uit                                    |

### NederlandseSingle Top 100
| Hitnotering: 14-01-2023 t/m 07-10-2023 | Hitnotering: 14-01-2023 t/m 07-10-2023 | Hitnotering: 14-01-2023 t/m 07-10-2023 | Hitnotering: 14-01-2023 t/m 07-10-2023 | Hitnotering: 14-01-2023 t/m 07-10-2023 | Hitnotering: 14-01-2023 t/m 07-10-2023 | Hitnotering: 14-01-2023 t/m 07-10-2023 | Hitnotering: 14-01-2023 t/m 07-10-2023 | Hitnotering: 14-01-2023 t/m 07-10-2023 | Hitnotering: 14-01-2023 t/m 07-10-2023 | Hitnotering: 14-01-2023 t/m 07-10-2023 | Hitnotering: 14-01-2023 t/m 07-10-2023 | Hitnotering: 14-01-2023 t/m 07-10-2023 | Hitnotering: 14-01-2023 t/m 07-10-2023 | Hitnotering: 14-01-2023 t/m 07-10-2023 | Hitnotering: 14-01-2023 t/m 07-10-2023 | Hitnotering: 14-01-2023 t/m 07-10-2023 | Hitnotering: 14-01-2023 t/m 07-10-2023 | Hitnotering: 14-01-2023 t/m 07-10-2023 | Hitnotering: 14-01-2023 t/m 07-10-2023 | Hitnotering: 14-01-2023 t/m 07-10-2023 |
| Week:                                  | 1                                      | 2                                      | 3                                      | 4                                      | 5                                      | 6                                      | 7                                      | 8                                      | 9                                      | 10                                     | 11                                     | 12                                     | 13                                     | 14                                     | 15                                     | 16                                     | 17                                     | 18                                     | 19                                     | 20                                     |
| -------------------------------------- | -------------------------------------- | -------------------------------------- | -------------------------------------- | -------------------------------------- | -------------------------------------- | -------------------------------------- | -------------------------------------- | -------------------------------------- | -------------------------------------- | -------------------------------------- | -------------------------------------- | -------------------------------------- | -------------------------------------- | -------------------------------------- | -------------------------------------- | -------------------------------------- | -------------------------------------- | -------------------------------------- | -------------------------------------- | -------------------------------------- |
| Positie:                               | 22                                     | 15                                     | 10                                     | 12                                     | 13                                     | 11                                     | 11                                     | 9                                      | 13                                     | 15                                     | 14                                     | 12                                     | 14                                     | 12                                     | 12                                     | 12                                     | 13                                     | 19                                     | 20                                     | 27                                     |
| Week:                                  | 21                                     | 22                                     | 23                                     | 24                                     | 25                                     | 26                                     | 27                                     | 28                                     | 29                                     | 30                                     | 31                                     | 32                                     | 33                                     | 34                                     | 35                                     | 36                                     | 37                                     | 38                                     | 39                                     |                                        |
| Positie:                               | 34                                     | 42                                     | 44                                     | 46                                     | 60                                     | 60                                     | 61                                     | 58                                     | 72                                     | 70                                     | 69                                     | 79                                     | 77                                     | 78                                     | 79                                     | 74                                     | 91                                     | 52                                     | 89                                     | uit                                    |

### VlaamseUltratop 50
| Hitnotering: 14-01-2023 t/m 27-05-2023 | Hitnotering: 14-01-2023 t/m 27-05-2023 | Hitnotering: 14-01-2023 t/m 27-05-2023 | Hitnotering: 14-01-2023 t/m 27-05-2023 | Hitnotering: 14-01-2023 t/m 27-05-2023 | Hitnotering: 14-01-2023 t/m 27-05-2023 | Hitnotering: 14-01-2023 t/m 27-05-2023 | Hitnotering: 14-01-2023 t/m 27-05-2023 | Hitnotering: 14-01-2023 t/m 27-05-2023 | Hitnotering: 14-01-2023 t/m 27-05-2023 | Hitnotering: 14-01-2023 t/m 27-05-2023 | Hitnotering: 14-01-2023 t/m 27-05-2023 | Hitnotering: 14-01-2023 t/m 27-05-2023 | Hitnotering: 14-01-2023 t/m 27-05-2023 | Hitnotering: 14-01-2023 t/m 27-05-2023 | Hitnotering: 14-01-2023 t/m 27-05-2023 | Hitnotering: 14-01-2023 t/m 27-05-2023 | Hitnotering: 14-01-2023 t/m 27-05-2023 | Hitnotering: 14-01-2023 t/m 27-05-2023 | Hitnotering: 14-01-2023 t/m 27-05-2023 | Hitnotering: 14-01-2023 t/m 27-05-2023 | Hitnotering: 14-01-2023 t/m 27-05-2023 |
| Week:                                  | 1                                      | 2                                      | 3                                      | 4                                      | 5                                      | 6                                      | 7                                      | 8                                      | 9                                      | 10                                     | 11                                     | 12                                     | 13                                     | 14                                     | 15                                     | 16                                     | 17                                     | 18                                     | 19                                     | 20                                     |                                        |
| -------------------------------------- | -------------------------------------- | -------------------------------------- | -------------------------------------- | -------------------------------------- | -------------------------------------- | -------------------------------------- | -------------------------------------- | -------------------------------------- | -------------------------------------- | -------------------------------------- | -------------------------------------- | -------------------------------------- | -------------------------------------- | -------------------------------------- | -------------------------------------- | -------------------------------------- | -------------------------------------- | -------------------------------------- | -------------------------------------- | -------------------------------------- | -------------------------------------- |
| Positie:                               | 25                                     | 13                                     | 14                                     | 15                                     | 7                                      | 8                                      | 8                                      | 7                                      | 10                                     | 14                                     | 10                                     | 8                                      | 16                                     | 11                                     | 13                                     | 15                                     | 21                                     | 19                                     | 30                                     | 43                                     | uit                                    |